# Kent Jones
Thomas Kenton "Kent" Jones (Missouri, 12 de junho de 1964) é um escritor e performer norte-americano.